# Бабенко, Руслан Александрович
Русла́н Алекса́ндрович Бабе́нко (укр. Руслан Олександрович Бабенко; род. 8 июля 1992, Днепропетровск) — украинский футболист, полузащитник житомирского «Полесья».

## Биография
Занимался с Днепропетровском спортинтернате (ДВУФК) — тренер Нападенский В. А., и в школе подготовки футбольного клуба «Днепр» из Днепропетровска (тренеры — Гревцов Ю. Н. и Геращенко В. В.). В чемпионате Украины впервые вышел на поле 23 апреля 2011 года в матче «Днепр» — «Кривбасс», который закончился со счётом 3:0 в пользу хозяев поля.
В июле 2014 года перешёл на правах аренды в «Волынь». В августе 2015 года стал игроком днепродзержинской «Стали», которую покинул в конце января 2016 года. В феврале того же года стал игроком норвежского клуба «Будё-Глимт».

## Достижения
«Днепр-1»
- Серебряный призёр чемпионата Украины: 2022/23

## Статистика
| Сезон   | Клуб                    | Лига                 | Чемпионат | Чемпионат | Кубок | Кубок | Дубль | Дубль |
| Сезон   | Клуб                    | Лига                 | Игры      | Голы      | Игры  | Голы  | Игры  | Голы  |
| ------- | ----------------------- | -------------------- | --------- | --------- | ----- | ----- | ----- | ----- |
| 2008/09 | Днепр (Днепропетровск)  | Премьер-лига Украины | 0         | 0         | 0     | 0     | 2     | 0     |
| 2009/10 | Днепр (Днепропетровск)  | Премьер-лига Украины | 0         | 0         | 0     | 0     | 25    | 3     |
| 2010/11 | Днепр (Днепропетровск)  | Премьер-лига Украины | 4         | 0         | 0     | 0     | 18    | 2     |
| 2011/12 | Днепр (Днепропетровск)  | Премьер-лига Украины | 5         | 0         | 0     | 0     | 18    | 5     |
| 2012/13 | Днепр (Днепропетровск)  | Премьер-лига Украины | 2         | 0         | 0     | 0     | 17    | 5     |
| 2013/14 | Днепр (Днепропетровск)  | Премьер-лига Украины | 0         | 0         | 0     | 0     | 23    | 2     |
| 2014/15 | Волынь                  | Премьер-лига Украины | 17        | 1         | 2     | 0     | 0     | 0     |
| 2015/16 | Сталь (Днепродзержинск) | Премьер-лига Украины | 9         | 1         | 2     | 0     | 0     | 0     |